# 朱本正
朱本正（1916年—1991年），男，江苏沛县人，中华人民共和国政治人物，曾任山东省革命委员会副主任，山东省人大常委会副主任，第五届全国人大代表。